# Wladislaw Kowalski
Pour les articles homonymes, voir Kowalski.
Wladislaw Kowalski est un footballeur français né le 13 septembre 1927 à Joudreville (Meurthe-et-Moselle) et mort le 15 avril 2007 à Thouars (Deux-Sèvres).

## Biographie
Wladislaw Kowalski commence à jouer au football à l'US Piennes, avant d'être recruté par le SCO Angers en 1952.
Évoluant comme arrière latéral droit, il est finaliste de la Coupe de France en 1957 avec Angers (Toulouse-Angers, 6-3).
Il termine sa carrière en 1962 au Limoges FC, évoluant alors en Division 2.

## Palmarès
- International amateur
- Finaliste de la Coupe de France 1957 avec le SCO Angers
- Vice-champion de France D2 en 1956 avec le SCO Angers